# Fußball ist unser Leben (Film)
Fußball ist unser Leben ist eine deutsche Filmkomödie aus dem Jahr 2000.

## Handlung
Hans Pollak lebt für den FC Schalke 04, sein Leben richtet sich nach dem Spielplan der Bundesliga. Darunter leidet das Familienleben: Als seine Frau Hilde ihr zweites Kind zur Welt bringt, ist Hans lieber im Parkstadion, um die „Königsblauen“ anzufeuern. Er ist Anführer des nur aus ihm und seinen Freunden Mike, Bernie und Theo bestehenden Fanclubs „Dios Knappen Gelsenkirchen“. Gemeinsam vergöttern sie den Schalke-Spieler Pablo Antonio „Dios“ Di Ospeo. Im Affekt verwettet Hans sogar sein Haus auf ein Tor von Dios, nachdem dieser auf Grund schlechter Leistungen von anderen Fans kritisiert wurde. Doch am Abend erwischen Hans und seine Freunde Dios beim Koksen. Als sich Dios auch noch zu Hans ins Taxi setzt, eine Fahrt „in den nächsten Puff“ verlangt und abfällig über Fußball spricht, ist das Maß voll: Hans schlägt Dios k.o. und entführt ihn. Da er seine Wette auf Grund von Dios' Einstellung gefährdet sieht, fasst er den Entschluss, diesen zu trainieren.
In den folgenden Tagen folgt Katastrophe auf Katastrophe: Hilde verlässt Hans, da sie von der Wette erfahren hat. Mike wird beim Sex mit Bernies Freundin erwischt. Zeitgleich gelingt Dios – auf den Mike eigentlich aufpassen sollte – die Flucht, doch er wird von Hans, Bernie und Theo gestellt. Als Bernie so von der Affäre seiner Freundin erfährt, tritt er Hals über Kopf aus dem Fanclub aus, da die anderen davon wussten. Theo macht es ihm später nach – der Fanclub zerbricht. Und auch sein Sohn Ernst kehrt Hans den Rücken: Hans konnte nicht akzeptieren, dass dieser lieber Künstler als Fußballprofi werden will. Nachdem auch noch Hans’ Mutter an einem Herzanfall stirbt – der angekettete Dios konnte die Tabletten nicht erreichen – steht Hans vor den Trümmern seines Lebens und lässt Dios frei.
Doch auch Dios steht vor einem Scherbenhaufen: Er erfährt von der negativen Meinung der Fans ihm gegenüber und bekommt von zwei Polizisten (die ihn jedoch nicht erkennen) den Rat, sich nie wieder auf Schalke blicken zu lassen, zudem brennt auch noch seine Freundin mit seinem Manager durch. Dios beschließt, sein Leben in den Griff zu bekommen. Er kehrt zu Hans zurück, der gerade seinen Abschiedsbrief verfasst. Hans plant, mit einem vorgetäuschten tödlichen Unfall Hilde das Geld der Lebensversicherung zukommen zu lassen. Hans willigt ein, Dios zu trainieren, doch dieser erleidet einen Kreislaufkollaps. Dennoch erscheint er am nächsten Tag zum Spiel, wo er von den Fans mit Buh-Rufen empfangen wird. Nur Mike, Theo und Bernie, die sich im Stadion wieder versöhnt haben, unterstützen Dios mit einem Transparent, was diesem jedoch als Ermunterung ausreicht.
Unterdessen setzt Hans seine Suizid-Pläne in die Tat um. Er wird gerade noch rechtzeitig von Mike, Bernie und Theo gerettet. Diese hatten den Abschiedsbrief von Hans vorzeitig geöffnet. Sie retten den an einer Leiter kopfüber baumelnden Hans unter Zuhilfenahme einer Schalke-Fahne. Hilde versöhnt sich mit Hans. Als auch noch Dios in letzter Minute das versprochene Tor schießt, so wieder zum Publikumsliebling wird und das Haus rettet, ist das Happy End komplett. Der Film endet mit der Taufe von Hans’ Tochter Paula Antonia, an der auch Dios teilnimmt. Selbst der Pfarrer ist Schalke-Fan und hört während der Tauffeier das Spiel im Radio über einen Ohrhörer.

## Hintergrund
Der Film gibt an, primär im Gelsenkirchener Stadtteil Schalke zu spielen. Die gezeigte Fankneipe „Auf Schalke“ liegt tatsächlich dort, damals an der Uechtingstraße, heute an der Kurt-Schumacher-Straße. Eine spätere Szene, in der Anhänger von Schalke durch eine Straße ziehen und Hans, Mike, Bernie und Theo den flüchtenden Dios verfolgen, wurde jedoch im mehrere Kilometer entfernten südlichen Stadtteil Ückendorf an der Ückendorfer Straße gedreht.
Das Haus, in dem Hans Pollak wohnt, befand sich auf der Steinstraße im Gladbecker Stadtteil Butendorf.
Im Film kommt der damalige Schalker Spieler Yves Eigenrauch kurz zu Wort. Weitere kurze Gastrollen haben die damaligen Mannschaftsbetreuer Karl-Heinz „Charly“ Neumann, Manager Rudi Assauer und Trainer Huub Stevens. Der bekannte Radio-Kommentator Manfred „Manni“ Breuckmann spielt im Film ebenfalls sich selbst und kommentiert das Spiel vorgeblich wie im richtigen Leben für den Radiosender WDR 2. Des Weiteren spielt der Sport-Moderator Ulli Potofski in einem kurzen Einspieler sich selbst. Helmut Schulte tritt als Nachwuchskoordinator des FC Schalke 04 auf und bietet Pollaks Sohn ein Probetraining an. Die damaligen Schalke-Spieler Olaf Thon und Mike Büskens, der im Film für Di Ospeo ausgewechselt wird, haben ebenfalls kurze Cameo-Auftritte ohne Text.
Die Stadion-Szenen wurden vor den Heimspielen gegen den 1. FC Kaiserslautern und Eintracht Frankfurt im Mai 1999 gedreht.

## Kritik
„Und noch 'ne „Proleten“-Komödie mit dramatischen Zügen. Die Perücke von Uwe Ochsenknecht ist genau so hingebastelt wie viele nervige Details der Story. Dennoch wird hier nicht über Fans hergezogen, sondern eher ein liebenswerter Charme verbreitet.“

## Auszeichnungen
- Bayerischer Filmpreis: Uwe Ochsenknecht (Darstellerpreis) und Marita Marschall (Nebendarstellerpreis)
- Deutscher Filmpreis: Uwe Ochsenknecht (Bester Hauptdarsteller)